# Cyrus Young
Cyrus J. „Cy” Young Jr.  (ur. 23 lipca 1928 w Modesto, zm. 6 grudnia 2017 tamże) – amerykański lekkoatleta specjalizujący się w rzucie oszczepem.
Mistrz olimpijski z Helsinek (1952). Pierwszy i jak do tej pory jedyny amerykański złoty medalista olimpijski w rzucie oszczepem. W 1953 ustanowił rekord USA (78,13), pobity dwa tygodnie później przez Franklina Helda. W 1956 w kwietniu uzyskał swój rekord życiowy (79,16), następnie zdobył jedyny w karierze tytuł mistrza Stanów Zjednoczonych. Kilka miesięcy później próbował obronić tytuł na igrzyskach olimpijskich w Melbourne. W eliminacjach ustanowił rekord olimpijski wynikiem 74,76, ale skręcił kostkę i w finale zajął dopiero 11. miejsce, z wynikiem o 6 metrów słabszym niż w eliminacjach.